# Centre international d’évangélisation - Mission intérieure africaine
Le Centre international d’évangélisation -  Mission intérieure africaine (CIE-MIA) est une association chrétienne évangélique internationale d'églises charismatiques. Son siège est une megachurch à Ouagadougou, au Burkina Faso. Son dirigeant est Mamadou Karambiri.

## Histoire
L'église a ses origines dans un groupe de prière maison en 1985, dirigé par Mamadou Karambiri, directeur général dans une entreprise, qui atteint 500 personnes en 1987. L’église est fondée en 1987 à Ouagadougou ,. 
Dans les années 1990, près de 60 églises ont été implantées à Ouagadougou et dans différentes villes du pays.  Des églises ont été également établies dans d’autres villes à l’étranger. 
Le 2 novembre 1998, le Centre de formation biblique le Chandelier, situé près des locaux du CIE de Ouagadougou, ouvre ses portes . En 2010, l’église fonde la chaine Impact TV  . Le CIE comptait 6 000 membres en 2010, .
En 2020, l’Église des Nations/Tabernacle Béthel Israël de Ouagadougou a fait la dédicace d’un nouveau bâtiment comprenant un auditorium de 12,000 places et la dénomination comptait 600 églises dans le monde .

## Croyances
L'association a une confession de foi charismatique .

## Implication sociale
L’église s’occupe de diverses actions humanitaires pour aider les démunis, tels le soutien aux prisonniers, aux élèves et aux malades. Le CIE-MIA gère également un hôpital.